# Thuần Dụ Cần phi
Thuần Dụ Cần phi (chữ Hán: 純裕勤妃; ? - 1754), họ Trần, người Mãn Châu Tương Hoàng kỳ, là một phi tần của Thanh Thánh Tổ Khang Hi Đế.

## Tiểu sử
Thuần Dụ Cần phi Trần thị nguyên người Hán, tổ tiên cư trú nay là khu vực Hải Thành, An Sơn, sau quy phụ Nỗ Nhĩ Cáp Xích mà phân vào Bao y, thuộc Tương Hoàng kỳ lệ thuộc Nội vụ phủ. Thân phụ Trần thị là Nhị đẳng Thị vệ, Vân huy sứ Trần Hi Mẫn (陈希敏). Không rõ bà nhập cung khi nào, nhưng dựa vào xuất thân thì hẳn bà trải qua Nội vụ phủ tuyển tú.
Năm Khang Hi thứ 36 (1697), ngày 2 tháng 3 (âm lịch), Trần thị hạ sinh Dận Lễ - hoàng tử thứ 17 của Khang Hi Đế. Năm thứ 57 (1718), tháng 4, Khang Hi Đế nói bộ Lễ, muốn sắc phong 6 vị trong hậu cung, tuổi 40 tuổi đến 60 tuổi, sinh dục Hoàng tự. Thời Khang Hi, cung nhân trong hậu cung rất nhiều, dù là tần phi, song vẫn không định được phong hiệu chính thức. Thứ phi Trần thị cũng được liệt vào hàng tấn phong. Cùng năm, tháng 12, Trần thị cùng hàng loạt Thứ phi khác chính thức làm lễ tấn phong, hiệu Cần tần (勤嫔).
Sách văn viết:
| “                           | 朕惟王化始于宫庭、壸仪是式。妇德彰于珩佩、礼秩斯崇。锡以纶言。褒兹嫔则。咨尔陈氏。夙著芳型。久襄内治。恪恭奉职、殚夙夜以不遑。祗慎居心、岁年而匪懈。兹册封尔为勤嫔。尔其弥昭懿范、庆遥衍夫金枝。益懋成劳、恩长承于玉戺。 . Trẫm duy vương hóa thủy vu cung đình, khổn nghi thị thức. Phụ đức chương vu hành bội, lễ trật tư sùng. Tích dĩ luân ngôn. Bao tư tần tắc. Tư nhĩ Trần thị, túc trứ phương hình, cửu tương nội trị. Khác cung phụng chức, đàn túc dạ dĩ bất hoàng. Chi thận cư tâm, tuế niên nhi phỉ giải. Tư sách phong nhĩ vi Cần tần. Nhĩ kỳ di chiêu ý phạm, khánh dao diễn phu kim chi. Ích mậu thành lao, ân trường thừa vu ngọc sĩ. | ” |
| — Sách văn Cần tần Trần thị | |   |

## Thời kỳ góa phụ
Năm Ung Chính thứ 4 (1726), Cần tần Trần thị được thụ tấn Cần phi (勤妃). Đến khi Càn Long Đế vừa lên ngôi, năm đầu tiên (1736) đã quyết dụ tôn Tứ đại Thái phi, gồm Hoàng quý phi Đông thị, Quý phi Qua Nhĩ Giai thị, Mật phi Vương thị cùng Cần phi. Tháng 11 cùng năm, tuyên sách chính thức, Cần phi Trần thị được định tôn làm Thuần Dụ Cần phi (純裕勤妃), lễ làm ở Ninh Thọ cung, do Càn Long Đế đích thân ngự Thái Hòa điện duyệt sách bảo. 
Sau khi Ung Chính lên ngôi, các Thái phi có con như Huệ phi, Nghi phi, Vinh phi và Định phi đều xuất cung đoàn tụ với con cháu, an hưởng tuổi già, riêng chỉ có Cần phi cùng Thuận Ý Mật phi - mẹ của Dận Lộc, vẫn trú trong Ninh Thọ cung cùng với các vị Thái phi không con khác. Hàng năm vào những dịp được Hoàng đế cho phép, bà sẽ xuất cung đến sống tại phủ của con trai một thời gian. Dưới thời Càn Long, hai Thân vương là Dận Lộc, Dận Lễ cũng từng dâng tấu xin Hoàng đế cho phép đón Cần phi cùng Mật phi về phủ phụng dưỡng như lệ thường. Tháng 12 (ÂL) năm Càn Long thứ 13 (1748), Càn Long hồi đáp:
| “                                              | 九月间庄亲王、果亲王曾奏请各迎养母妃于邸第，朕以为两位太妃向在宁寿宫居住，朕正当仰承皇考先志，祗敬奉养，在二王之意，必以宁寿宫为太后应居之宫，故有是请，朕闻奏心甚不安，及奏闻太后，亦以为必不可行，是以未允。今再四思维，人子事亲，晨昏定省，诚欲各遂其愿，若不允其迎养之请，则无以展二王之孝思。若允二王之请，迎养太妃于府第，则朕缺于奉养，此心实为歉然。自今以后，每年之中，岁时伏腊，令节寿辰，二王及各王贝勒可各迎太妃太嫔于府第。计一年之内，晨夕承欢者，可得数月，其余仍在宫中。如此，则王等孝养之心与朕敬奉之意，庶可两全。向后和亲王分府时，亦照此礼行。 . Hồi tháng 9, hai vị Trang Thân vương và Quả Thân vương tấu thỉnh xin nghênh đón Mẫu phi về phủ đệ phụng dưỡng. Trẫm được biết, hai vị Thái phi đang sống tại Ninh Thọ cung. Trẫm đang lúc thực hiện di nguyện của Hoàng khảo, muốn hiếu kính phụng dưỡng hậu cung tiền triều. Nay nghe tấu vắn của các Vương gia, trong lòng trẫm rất bất an, lại theo ý chỉ của Thái hậu, e rằng khó có thể thực hiện. Nếu trẫm không đồng ý để các Thân vương đón mẹ về phủ, thì vô tình cản trở tấm lòng hiếu thảo của hai vị. Còn nếu đồng ý tức là trẫm đang tắc trách trong việc hiếu kính với các Thái phi, khiến tâm trẫm vô cùng áy náy. Vậy từ nay về sau, vào các dịp lễ tết hoặc thọ thần, cho phép hai vị và tất cả các Vương gia, Bối lặc đón các Thái phi, Thái tần về phủ, sớm tối hầu hạ. Như vậy, chư vị Vương gia có thể tận hiếu mà tấm lòng phụng dưỡng của trẫm cũng được vẹn toàn. Sau này phủ của Hòa Thân vương Hoằng Trú cũng chiếu theo lễ này mà làm theo. | ” |
| — Hồi đáp Càn Long Đế đến Trang, Quả nhị Vương | |   |

Năm Càn Long thứ 18 (1753), ngày 20 tháng 12 (âm lịch), Thuần Dụ Cần phi Trần thị qua đời, thọ khoảng 80 tuổi. Căn cứ Nội vụ phủ tấu án (内务府奏案) ghi lại, ngày 13 tháng 4 năm thứ 19, có xuất hiện một hồ sơ chữ Mãn tên ["Tấu vi Cố Luân công chúa tống Cần Thái phi kim quan phái Nội vụ phủ Đại thần sự đẳng nhị kiện"; 奏为固伦公主送勤太妃金棺派内务府大臣事等二件]. Từ đây một số nhận định cho rằng, Cố Luân Hòa Kính Công chúa những năm đầu là do Cần Thái phi nuôi dưỡng.
Do con trai Dận Lễ được phong Vương, lại còn có quân công nên Cần phi ở trong cung khá được thiện đãi. Khi Khang Hi Đế qua đời, có chỉ dụ các Vương có thể đón mẹ già Mẫu phi của mình phụng dưỡng trong phủ, vì thế vào năm Càn Long thứ 13, Dận Lễ đã tấu thỉnh xin cho mẹ mình đến Vương phủ, tuy nhiên Càn Long Đế lại cự tuyệt, chỉ cho phép vào dịp Tết nguyên đán và sinh thần là có thể đến Quả vương phủ. Gia đình bà cũng được ưu đãi một chút. Từ cuối triều Ung Chính, nhà họ Trần từ Bao y chuyển thành Mãn Châu Tương Hoàng kỳ, cho [Thế quản Tá lĩnh], tức kế vị chức Tá lĩnh vĩnh viễn, họ Trần dần cũng được sửa thành 「Trần Giai thị; 陳佳氏」.

## Hậu cung bài tự
Căn cứ 《Khâm định đại thanh hội điển tắc lệ》cuốn 42, hậu phi bài vị trình tự ghi lại:
- Ôn Hi Quý phi
- Tuệ phi, Huệ phi, Nghi phi, Vinh phi, Bình phi, Lương phi, Tuyên phi, Thành phi, Thuận Ý Mật phi, Thuần Dụ Cần phi, Định phi.